# Scelotrichia melanoptera
Scelotrichia melanoptera är en nattsländeart som beskrevs av Wolfram Mey 1998. Scelotrichia melanoptera ingår i släktet Scelotrichia och familjen smånattsländor. Inga underarter finns listade i Catalogue of Life.